# Félix María de Samaniego
Félix María de Samaniego (Laguardia, Álava, 12 de octubre de 1745-Laguardia, 11 de agosto de 1801) fue un escritor español de ascendencia noble famoso por sus fábulas, de tono aleccionador mediante moralejas. 

## Biografía
Félix María de Samaniego nació el 12 de octubre de 1745 en La Villa de Laguardia, Álava, hijo de Félix Ignacio Sánchez de Samaniego y Munibe, y de Juana María Teresa Zabala y Arteaga. De ascendencia noble, su padre disponía de recursos más que suficientes como para que Félix pudiera dedicarse al estudio. Se conoce poco acerca de su infancia y juventud: su principal biógrafo, Eustaquio Fernández de Navarrete, afirma que estudió en un colegio en Francia. Más tarde cursó estudios en la universidad de Valladolid, para finalmente, tras un periplo por Francia, afincarse en Vergara, viviendo con su tío abuelo el conde de Peñaflorida.
Formó parte de la Sociedad Bascongada de Amigos del País, fundada por Peñaflorida, donde leyó sus primeras fábulas. La primera colección de las mismas fue publicada en Valencia en 1765. De su entusiasmo por los enciclopedistas, con quienes tuvo contacto en su periplo por Francia, adquirió la afición por la crítica mordaz contra la política y la religión; se burló de los privilegios, y llegó a rechazar un cargo ofrecido por Floridablanca. Sus cuentos más subidos de tono fueron compuestos al estilo de las Fábulas eróticas de Jean de la Fontaine. Por estos escritos y otros de índole anticlerical, sufrió la persecución de la Inquisición: el Tribunal de Logroño trató de confinarlo en un convento en 1793 tras considerar anticlerical y licenciosa parte de su obra; se salvó del castigo gracias a la intervención de sus influyentes amigos. Se desconocen, sin embargo, los detalles del proceso inquisitorial. Según Julio Caro Baroja, fue recluido "por una temporada" en el convento del Desierto, en Sestao, "por denuncias respecto a su irreverencia". De su estancia allí escribió una "saladísima sátira, que se conoce hoy solo por fragmentos en la que describe la vida que llevaban los padres carmelitas. La descripción del refectorio y la comida, presidido todo por una triste calavera":

Verá entrar con la mente fervorosa

por su puerta anchurosa

los gigantescos legos remangados,

cabeza erguida, brazos levantados,
 
presentando triunfantes

tableros humeantes,

coronados de platos y tazones,

con anguilas, lenguados y salmones;

verá también, así como el primero

en la refriega el capitán guerrero

entra por dar espíritu a su gente;

verá, digo, que el mismo presidente

levanta al cielo sus modestas manos,

pilla el mejor tazón, y sus hermanos,

imitan como pueden su talante:

y al son de la lectura gangueante.

que es el ronco clarín de esta batalla,

todo el mundo contempla, come y calla!

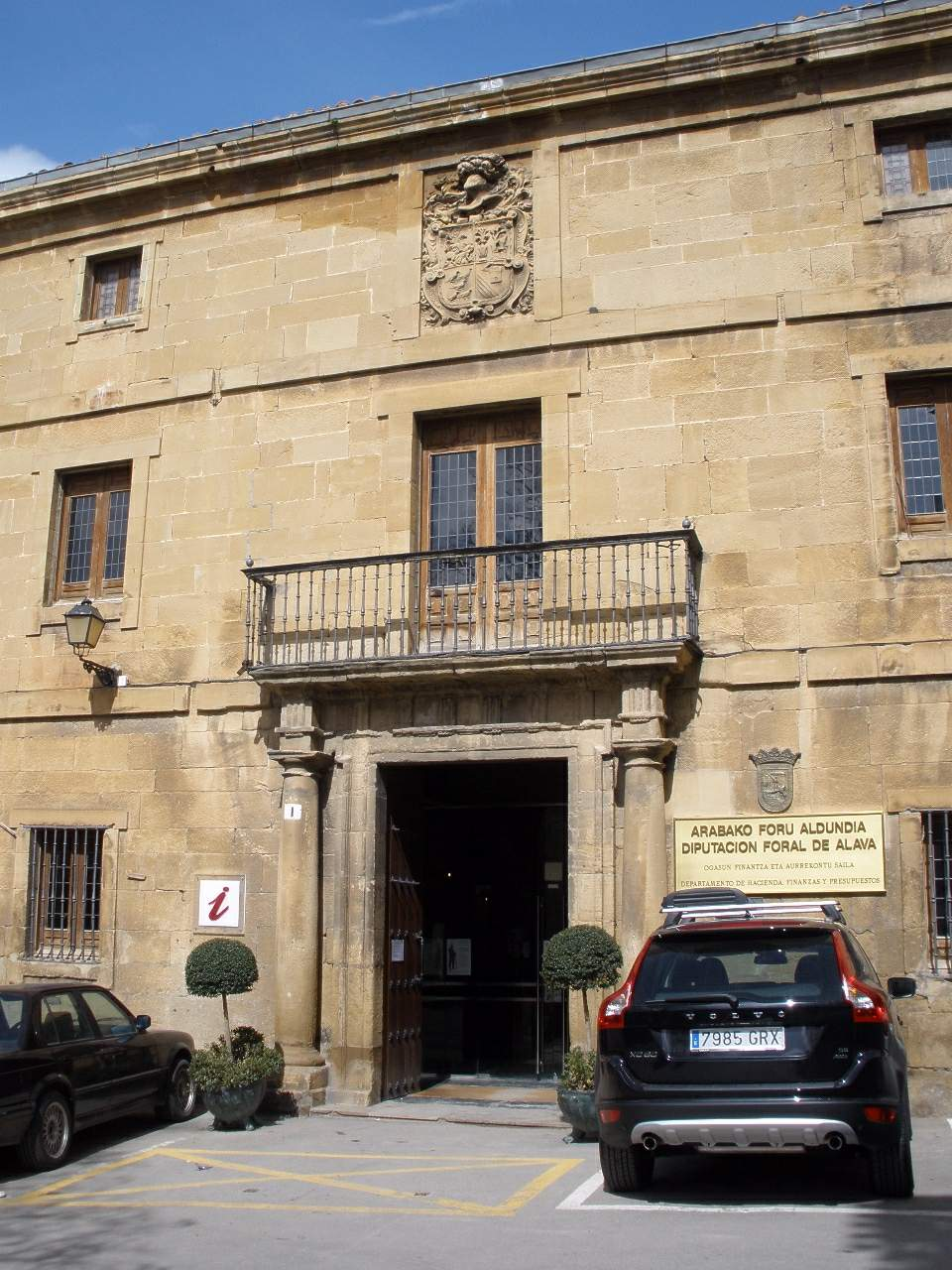
Casa natal de Félix María de Samaniego en Laguardia.

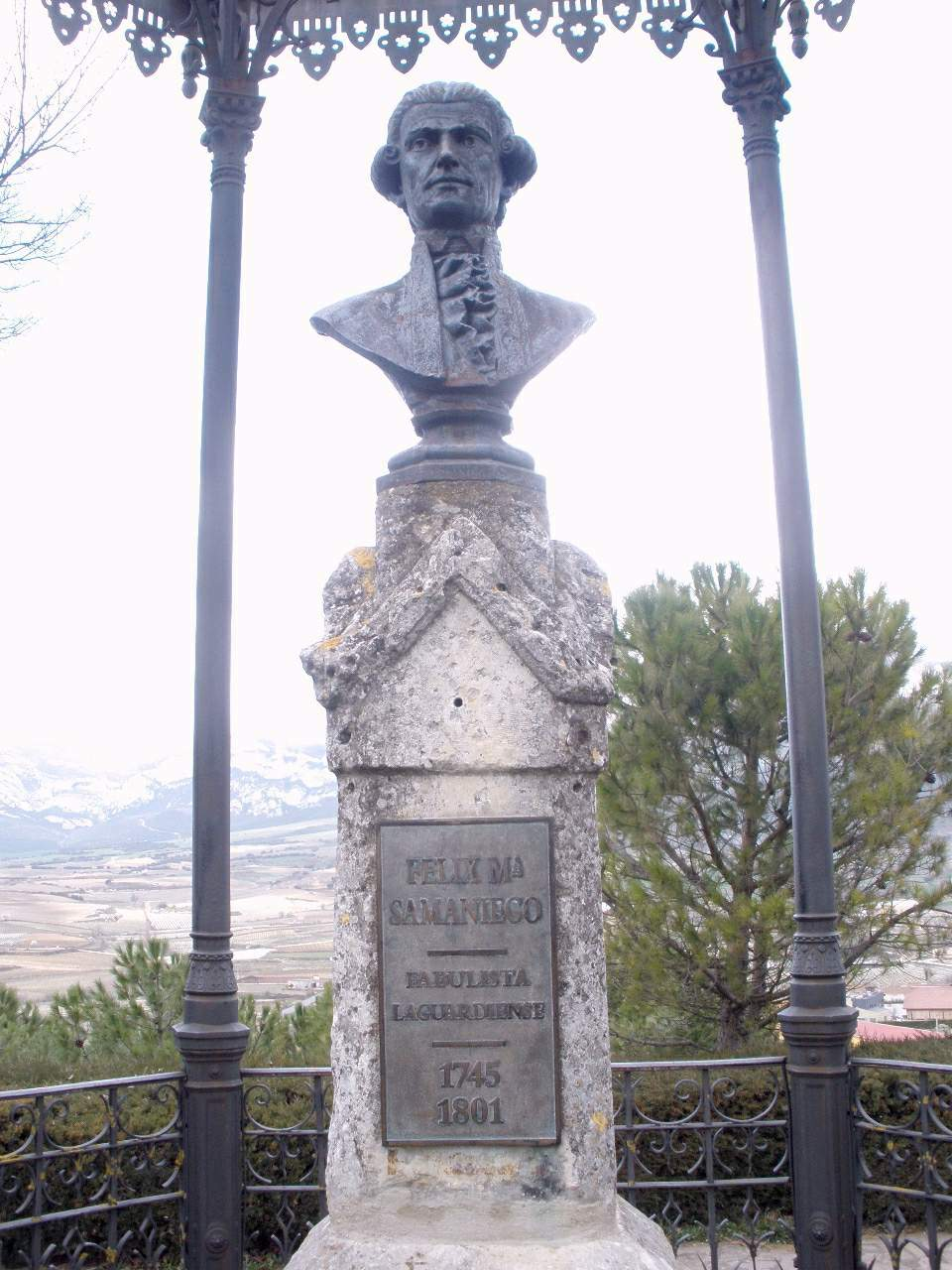
Monumento a Félix María Samaniego en su localidad natal.

Son conocidos los violentos enfrentamientos literarios que mantuvo con algunos de sus colegas, como Vicente García de la Huerta y Fray Diego González. Pero, sin lugar a dudas, la más célebre y destacada contienda fue la que durante años sostuvo con Tomás de Iriarte, que había sido su amigo largo tiempo, contra quien escribió opúsculos como la "Carta apologética al señor Masson". Samaniego, que había publicado en 1781 su primera colección de fábulas, se irritó cuando Iriarte presentó la suya, publicada al año siguiente, como la «primera colección de fábulas enteramente originales».

## Obras
La influencia de su educación francesa se advierte en la única obra por la que lo conocemos: las Fábulas en verso castellano para el uso del Real Seminario Bascongado (1781), 157 fábulas distribuidas en 9 libros. Samaniego ridiculiza los defectos humanos en sus fábulas, imitando a los grandes fabulistas Fedro, Esopo y La Fontaine. Aunque las fábulas de Samaniego están escritas en verso, su carácter es prosaico, dados los asuntos que trata y su finalidad es didáctica. Siguiendo el ejemplo de Fedro, Samaniego elimina de sus fábulas el tono ingenuo y entrañable de que dotara Esopo a las suyas y las llena de críticas veladas pero implacables contra personajes relevantes, hábitos sociales y actitudes políticas de dudosa integridad. Entre sus principales fábulas tenemos: La paloma, Congreso de ratones, La cigarra y la hormiga, El perro y el cocodrilo y La zorra y las uvas.
Escribió asimismo una colección de poesía erótica, de tono humorístico y contenido procaz, que solo circuló de manera manuscrita entre amigos. Se publicó por primera vez en 1921 en la colección Biblioteca erótica. Basándose en distintos manuscritos (ninguno de ellos del propio Samaniego), se han hecho diversas recopilaciones, la más completa titulada El jardín de Venus, editada por Emilio Palacios Fernández en 1976.

## En la cultura popular

### Series
- El secreto de la porcelana del 1999, dirigida por Roberto Bodegas, cuya trama gira en torno a la fábrica de porcelana de Alcora, propiedad de uno de sus mecenas, el Conde de Aranda.